# Petunia exserta
Petunia exserta là loài thực vật có hoa trong họ Cà. Loài này được J.R. Stehm. in Napaea miêu tả khoa học đầu tiên năm 1987.